# Municipio de Pierce (Iowa)
El municipio de Pierce (en inglés: Pierce Township) es un municipio ubicado en el condado de Page en el estado estadounidense de Iowa. En el año 2010 tenía una población de 999 habitantes y una densidad poblacional de 10,74 personas por km².

## Geografía
El municipio de Pierce se encuentra ubicado en las coordenadas 40°51′28″N 95°19′38″O / 40.85778, -95.32722. Según la Oficina del Censo de los Estados Unidos, el municipio tiene una superficie total de 92.99 km², de la cual 92,53 km² corresponden a tierra firme y (0,49 %) 0,46 km² es agua.

## Demografía
Según el censo de 2010, había 999 personas residiendo en el municipio de Pierce. La densidad de población era de 10,74 hab./km². De los 999 habitantes, el municipio de Pierce estaba compuesto por el 97,7 % blancos, el 0,5 % eran amerindios, el 0,1 % eran asiáticos, el 0,7 % eran de otras razas y el 1 % eran de una mezcla de razas. Del total de la población el 1,6 % eran hispanos o latinos de cualquier raza.